# Alaotra
Alaotra (fr. Lac Alaotra) − największe jezioro na Madagaskarze, położone w Prowincji Toamasina. Jego dorzecze składa się z płytkich jezior słodkowodnych i bagien otoczonych obszarami bujnej roślinności. Region jeziora zamieszkują liczne gatunki fauny, obejmującej gatunki rzadkie i zagrożone. Jezioro jest także ważnym łowiskiem, a otaczające tereny obszarem uprawy ryżu. Zbiornik wodny i otaczające go tereny podmokłe mają łączną powierzchnię 7223 km², sama powierzchnia lustra wody to 900 km². Przez jezioro przepływa rzeka Ambato.